# جامعة أذربيجان الحكومية للنفط والصناعة
جامعة أذربيجان الحكومية للنفط والصناعة (بالأذربيجانية: Azərbaycan Dövlət Neft və Sənaye Universiteti، واختصارًا: ADNSU)، هي مؤسسة تعليم عالٍ تقع في مدينة باكو، عاصمة أذربيجان. كانت تُعرف سابقًا باسم أكاديمية أذربيجان الحكومية للنفط، وتُعد من أبرز الجامعات المتخصصة في مجالات النفط، الهندسة، والصناعات التقنية في المنطقة.

## تاريخ
يرتبط نشوء جامعة أذربيجان الحكومية للنفط والصناعة بنشوء وتطور صناعة النفط في منطقة باكو. ففي عام 1887، أُسست في باكو مدرسة فنية تمهيدية أصبحت لاحقًا معهد باكو التقني. وبحلول عام 1910، أُدرجت في مناهجها مواد متخصصة تتعلق بصناعة النفط التي كانت تشهد نموًا سريعًا. ومع ذلك، كانت نسبة الأذريين في المعهد ضئيلة جدًا، إذ لم يكن من بين 494 طالبًا في عام 1916 سوى 20 طالبًا أذريًا.
في 14 نوفمبر 1920، وبعد دخول الجيش الأحمر إلى أذربيجان وإنشاء جمهورية أذربيجان السوفيتية الاشتراكية الوليدة، قررت الحكومة الجديدة إغلاق معهد باكو التقني واستبداله بـ معهد باكو البوليتقني، ليكون بمثابة معهد تقني أكثر تقليدية ومقدمة للتجسيد الحالي للجامعة. وركّز المعهد الجديد على تدريب المهندسين في مختلف القطاعات، من الزراعة إلى النفط. وبحلول عام 1923، تخرج أول ثلاثة طلاب من المعهد، وارتفع العدد إلى 289 خريجًا بحلول عام 1927.
على مر السنين، تغيّر اسم المؤسسة عدة مرات لتتماشى مع متطلبات البلاد. ففي عام 1923 أصبح اسمها معهد أذربيجان البوليتقني، ثم في عام 1929، تم فصل قسم الزراعة لتأسيس معهد مستقل، وتحول اسم المؤسسة إلى معهد أذربيجان للنفط (AOI). لكن ومع تنامي الحاجة إلى مهندسين في مجالات غير النفط، توسعت المناهج الدراسية، مما أدى إلى تغيير الاسم مجددًا في عام 1934 إلى معهد أذربيجان الصناعي.
خلال الحرب العالمية الثانية، عانت المعاهد السوفييتية من تحديات كبيرة، لكن مع نهاية الحرب ازدادت الحاجة إلى مهندسي النفط، فساهم المعهد بدور محوري في تلبية هذا الطلب. وفي عام 1952، أسست الحكومة معهد أذربيجان البوليتقني كمؤسسة مستقلة، ونُقلت إليه التخصصات غير البتروكيميائية، ما أتاح لمعهد أذربيجان الصناعي التفرغ لصناعة النفط. ثم تغير اسم المعهد مجددًا في 12 فبراير 1959 إلى معهد أذربيجان للنفط والكيمياء.
في أوائل الستينيات، أُنشئ برنامج دراسي مسائي تطوّر لاحقًا ليصبح جامعة مستقلة عام 1992 تحت اسم معهد أذربيجان الصناعي، والذي أصبح لاحقًا جامعة سومغايت الحكومية. وبعد استقلال أذربيجان عن الاتحاد السوفيتي، غُيّر اسم المؤسسة إلى جامعة أذربيجان الحكومية للنفط والصناعة في 21 مارس 1992.
وفي عام 1993، اعتمدت الجامعة نموذجًا أكاديميًا أقرب إلى النظام الغربي، وبدأت بمنح شهادات البكالوريوس والماجستير، مع أول دفعة تخرجت عام 1999. وفي عام 2015، صدر مرسوم رئاسي يقضي بتسمية الجامعة باسمها الحالي: جامعة أذربيجان الحكومية للنفط والصناعة.

## حادث إطلاق النار
في 30 أبريل 2009، شهدت الجامعة حادثة مأساوية، حين نفّذ الجورجي من أصل أذري فردا غاديروف عملية إطلاق نار عشوائي داخل الحرم الجامعي، أسفرت عن مقتل 13 شخصًا. وتُعرف هذه الحادثة باسم مجزرة أكاديمية النفط.

## التنظيم والإدارة
تدار الجامعة من قبل هيئة إدارة من المدراء، يشرف عليها المجلس العلمي ورئيس الجامعة مصطفى بابانلي .

## الملف الأكاديمي
منذ تفكك الاتحاد السوفيتي، عملت الجامعة مع عشرات الجامعات الغربية لتغريب وتحديث برامجها، ولا سيما مع جامعة ولاية جورجيا لتطوير برنامج ماجستير حديث في إدارة الأعمال.
تقوم الجامعة بتدريب الطلاب في أكثر من 50 مجالًا: الهندسة الجيولوجية وعلوم الكمبيوتر وهندسة المعادن وهندسة الجيولوجيا المائية وهندسة الجيوفيزياء وهندسة التعدين في الجبال وهندسة إنشاءات البترول والغاز وهندسة طاقة التدفئة وهندسة إنتاج المعدات والآلات التكنولوجية وهندسة الأجهزة والكهرباء الهندسة، والإلكترونيات، والاتصالات، وهندسة التقنيات الإشعاعية، وهندسة الميكاترونكس، وهندسة الروبوتات، والهندسة الميكانيكية، وتكنولوجيا المعلومات وهندسة النظم، وهندسة إعادة التصنيع والإصلاح، والمقاييس، وهندسة التوحيد والشهادات، والهندسة الكيميائية، وهندسة البترول والغاز، وهندسة الأتمتة، والإدارة، الاقتصاد الهندسي والتسويق وما إلى ذلك.[بحاجة لمصدر]

### الكليات
الأكاديمية بها ثماني كليات -
- كليه الجيولوجيا والاستكشاف
- كليه الغاز والبترول والتعدين
- كلية التقنيات الكيميائية
- كلية الميكانيكا البترولية
- كلية الطاقة
- أتمتة كلية عمليات الإنتاج
- اقتصاديات الهندسة
- كلية العلاقات الاقتصادية الدولية والإدارة

بالاضافة إلى معهد التخصص وإعادة تعليم القوى العاملة للمنظمات الصناعية

## الانتماءات
الجامعة عضو في رابطة جامعات القوقاز. 

## معرض الصور

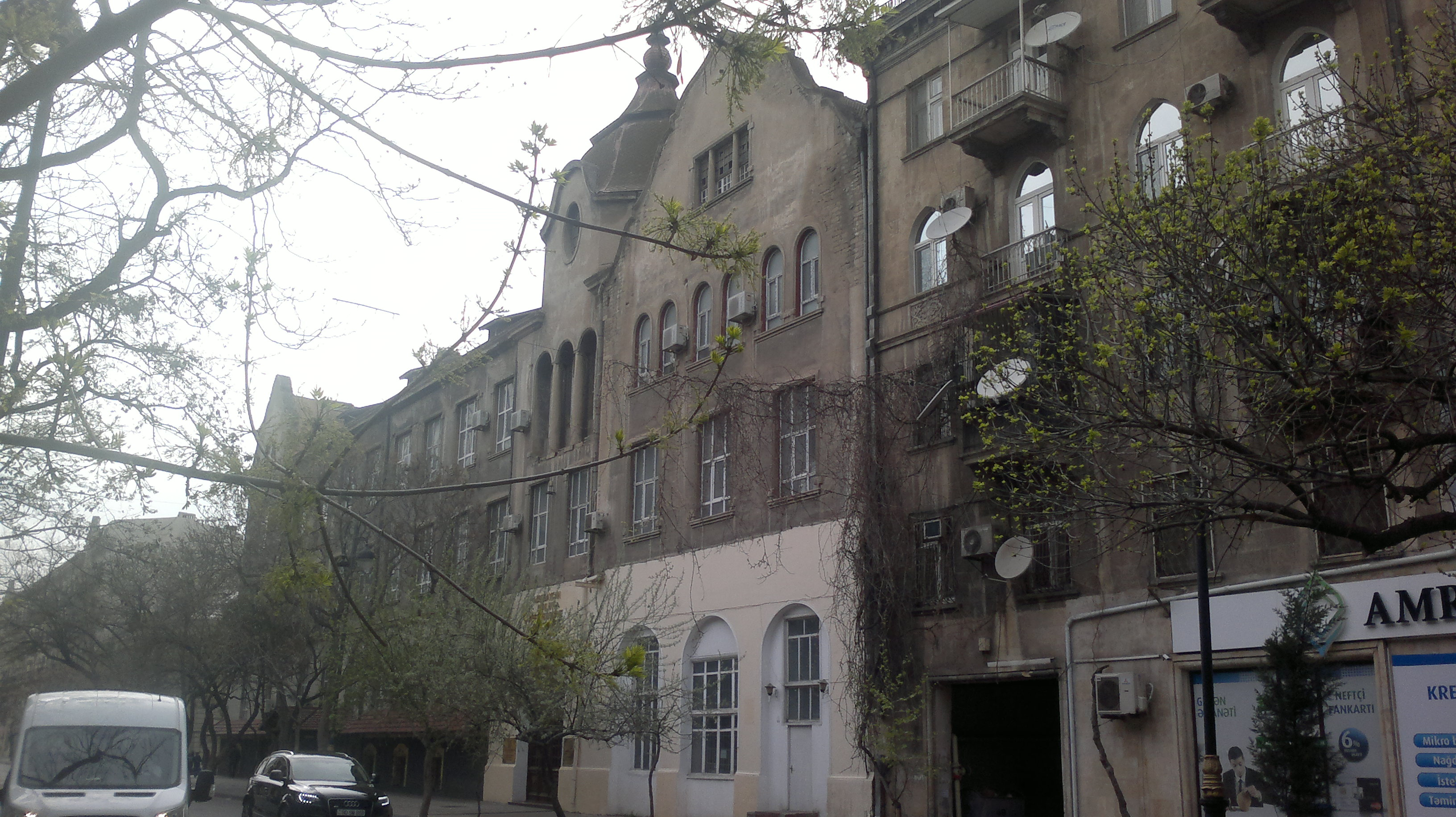
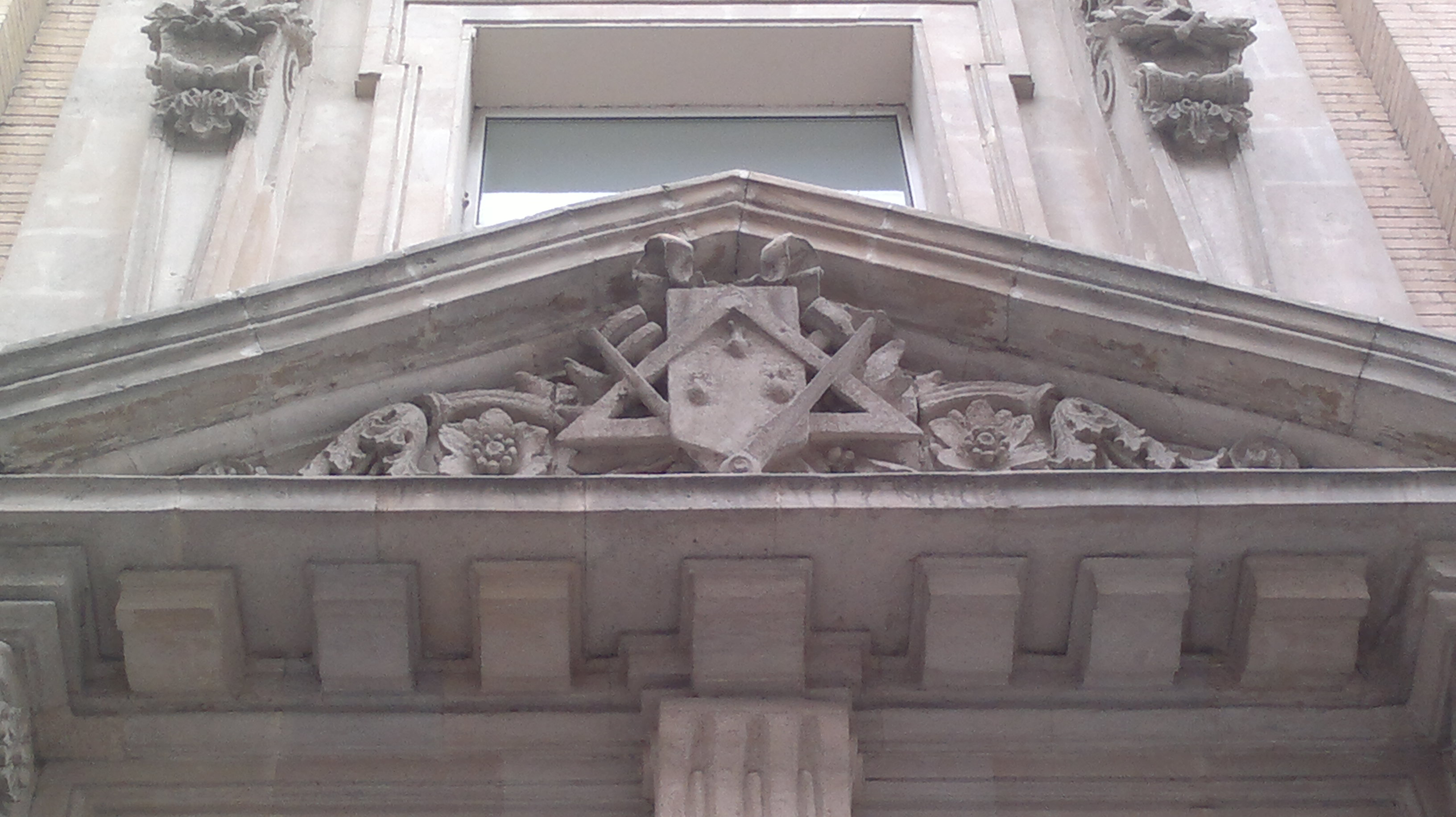
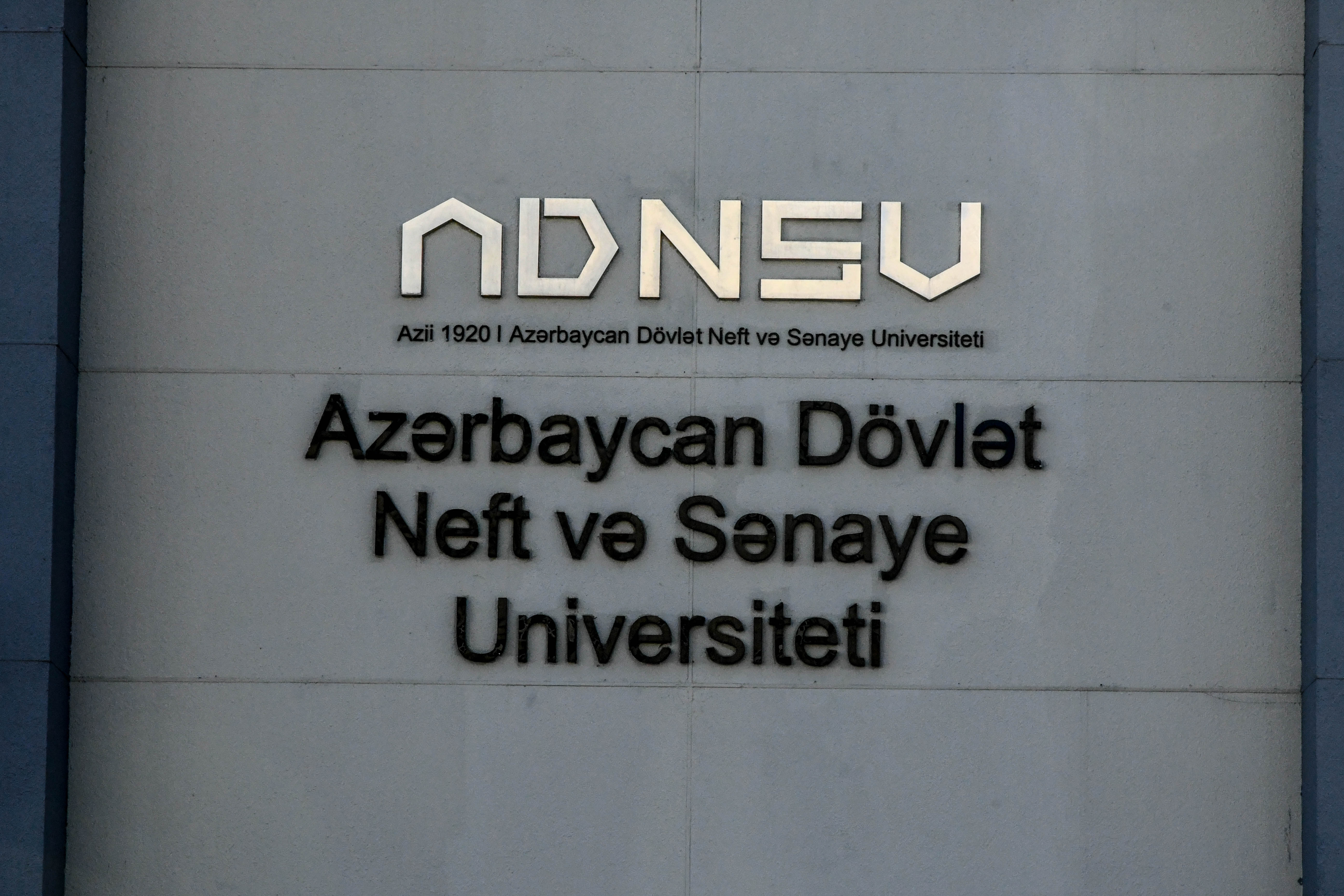
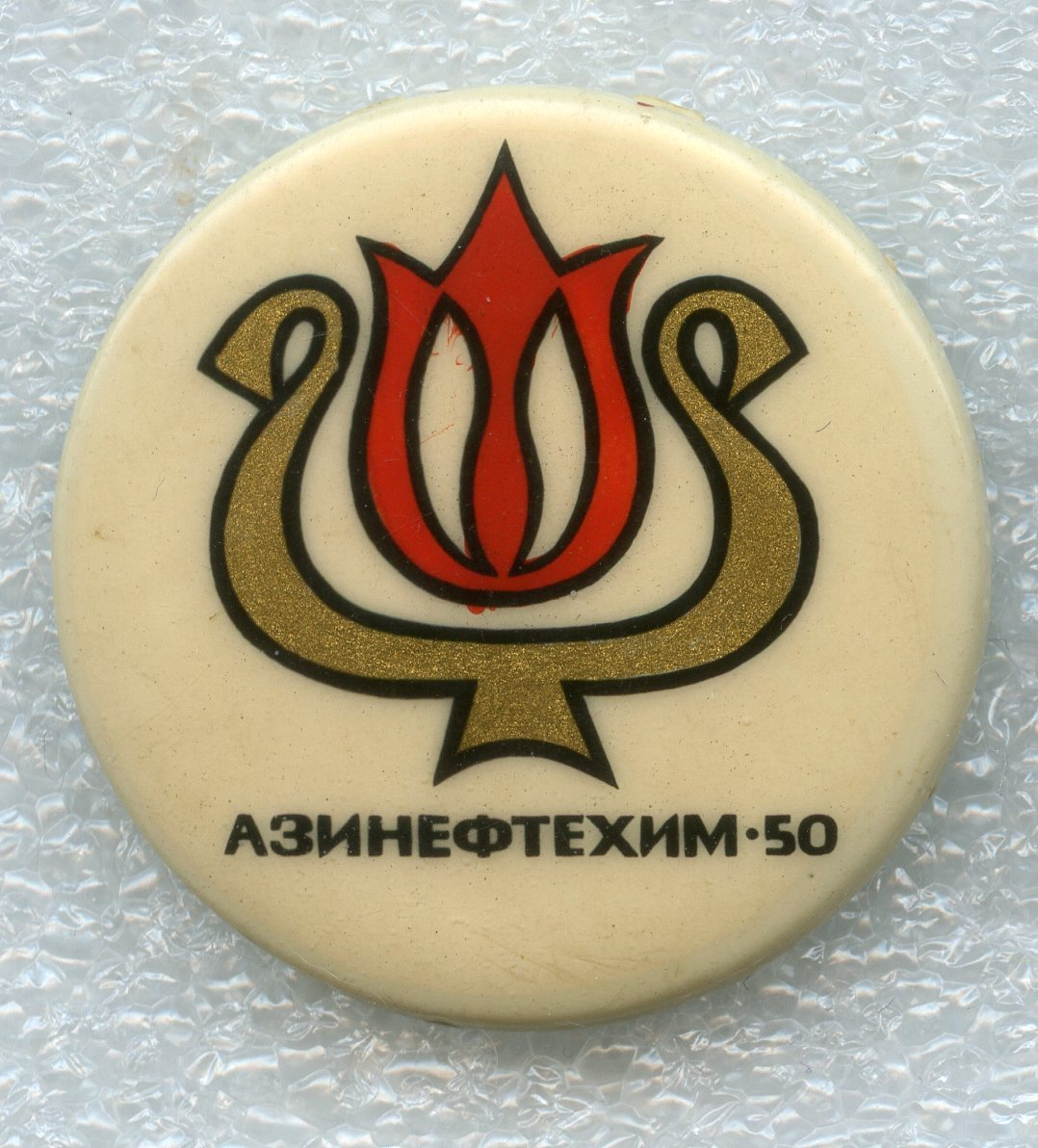
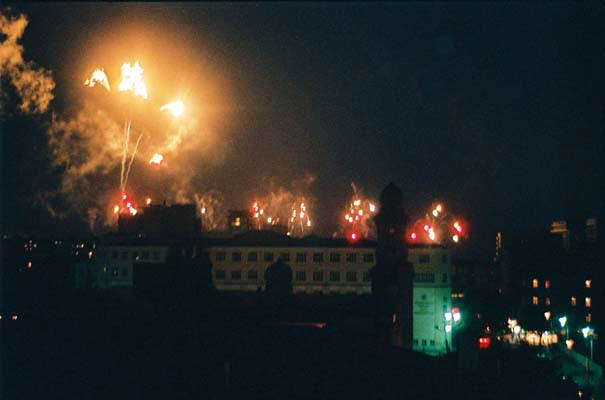
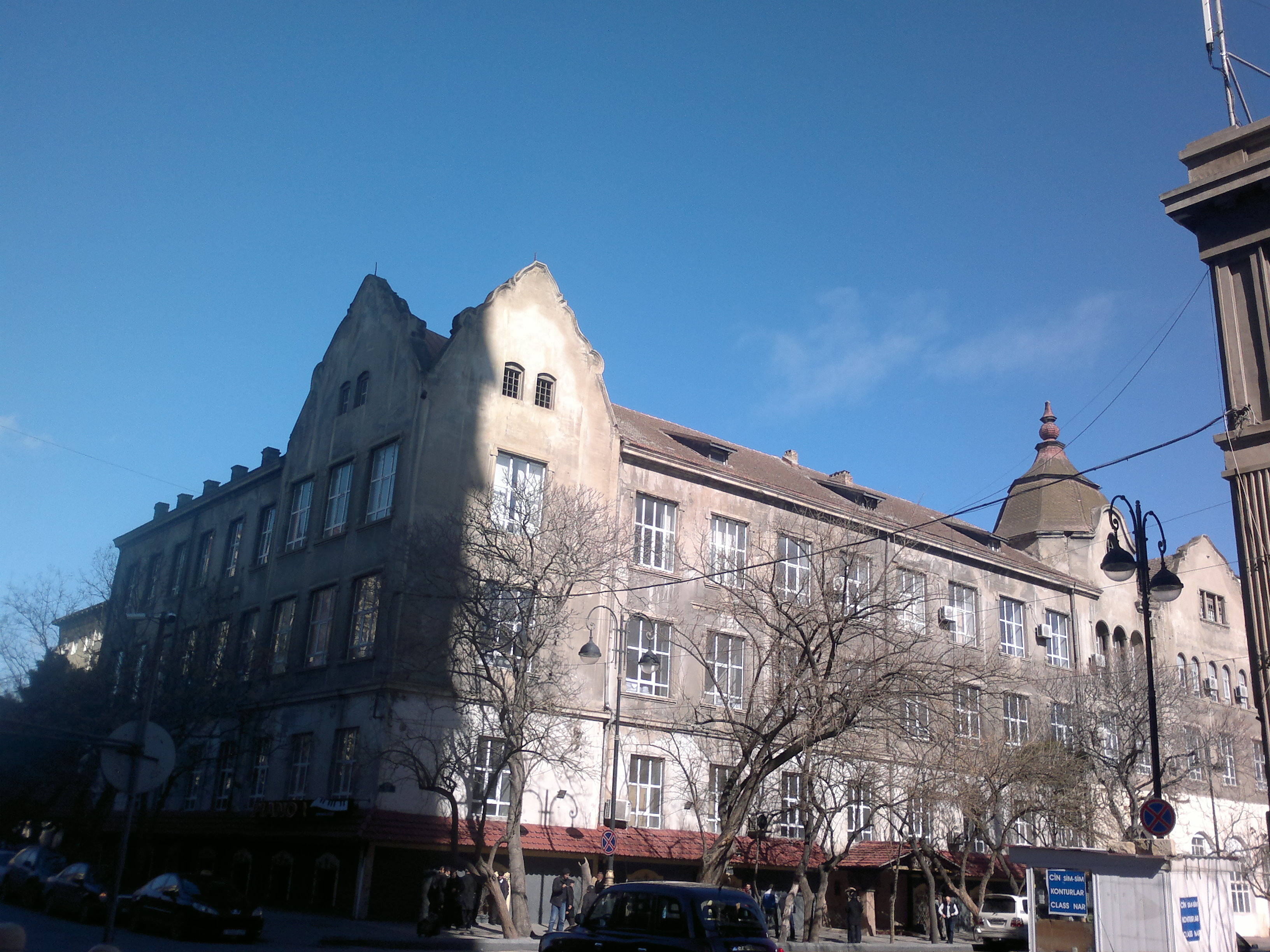
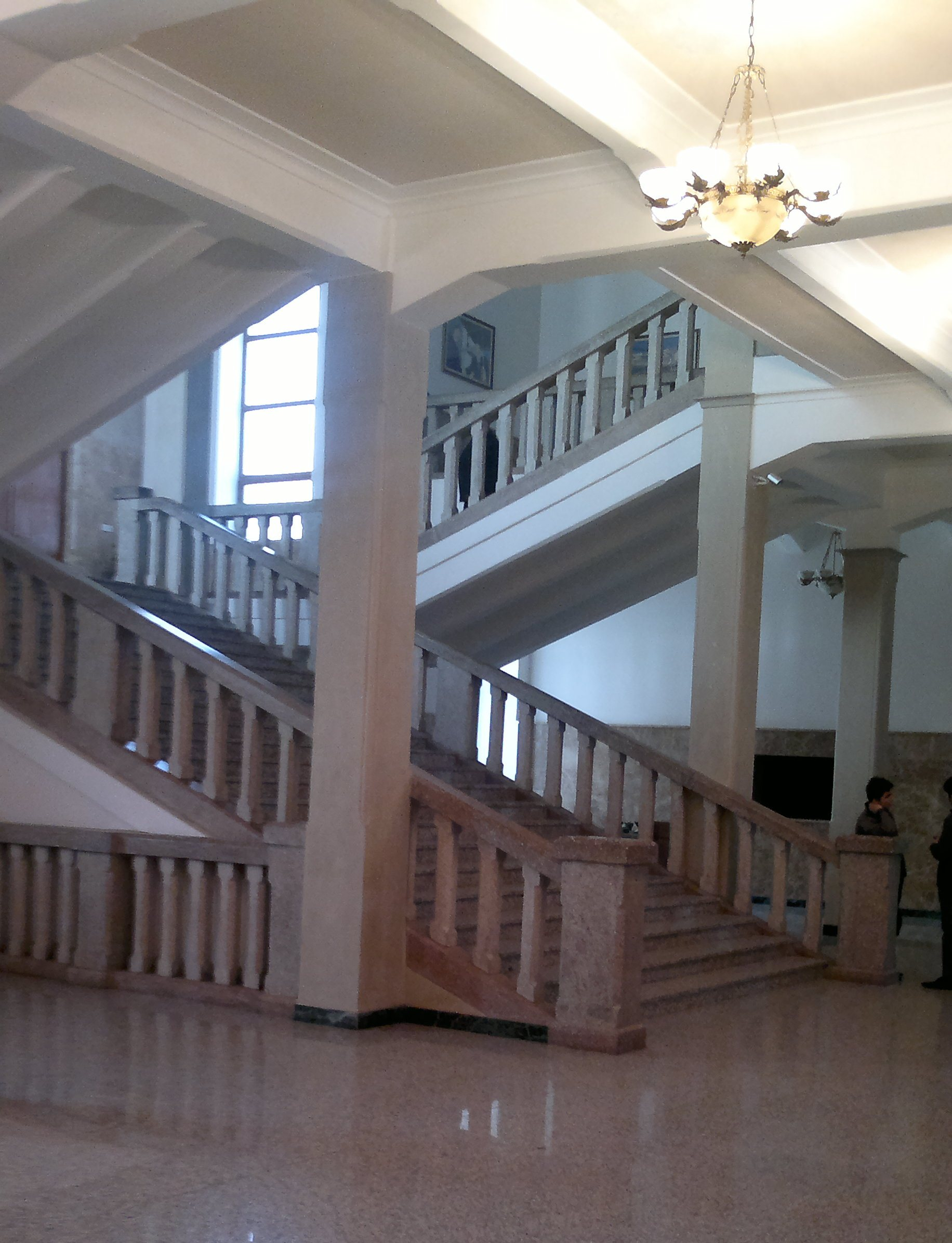

## روابط خارجية
- الموقع الرسمي